# Alismatàcies
Les alismatàcies (Alismataceae) són una família de plantes angiospermes de l'ordre de les alismatals,
comprèn 18 gèneres i un centenar d'espècies aquàtiques, la seva distribució és cosmopolita.
La majoria són plantes perennes i les tiges són en forma de corm o estoloníferes. La inflorescència sovint és composta i les flors són regulars, bisexuals o unisexuals. El fruit sovint és en núcula.

## Taxonomia
Aquesta família va ser descrita per primer cop l'any 1799 al segon volum de l'obra Tableau du Règne Végétal, Selon de Méthode de Jussieu pel botànic francès Étienne Pierre Ventenat (1757-1808).

### Gèneres
Dins d'aquesta família es reconeixen els 18 gèneres swgüents:
- Albidella Pichon
- Alisma L.
- Aquarius Christenh. & Byng
- Astonia S.W.L.Jacobs
- Baldellia Parl.
- Burnatia Micheli
- Butomopsis Kunth
- Caldesia Parl.
- Damasonium Mill.
- Echinodorus Rich.
- Helanthium (Benth. & Hook.f.) Engelm. ex J.G.Sm.
- Hydrocleys Rich.
- Limnocharis Bonpl.
- Limnophyton Miq.
- Luronium Raf.
- Ranalisma Stapf
- Sagittaria Ruppius ex L.
- Wiesneria Micheli